# Grazioso Benincasa
Grazioso Benincasa (Ancona, c. 1400 - ...) fue un cartógrafo italiano.

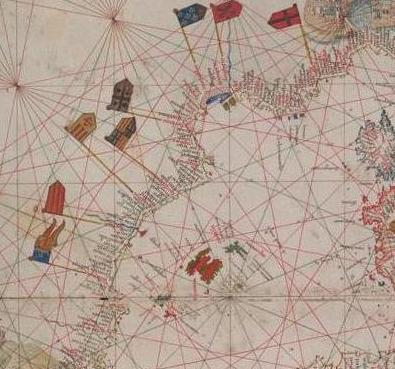
Carta náutica del Mediterráneo Occidental de Grazioso Benincasa (1482)

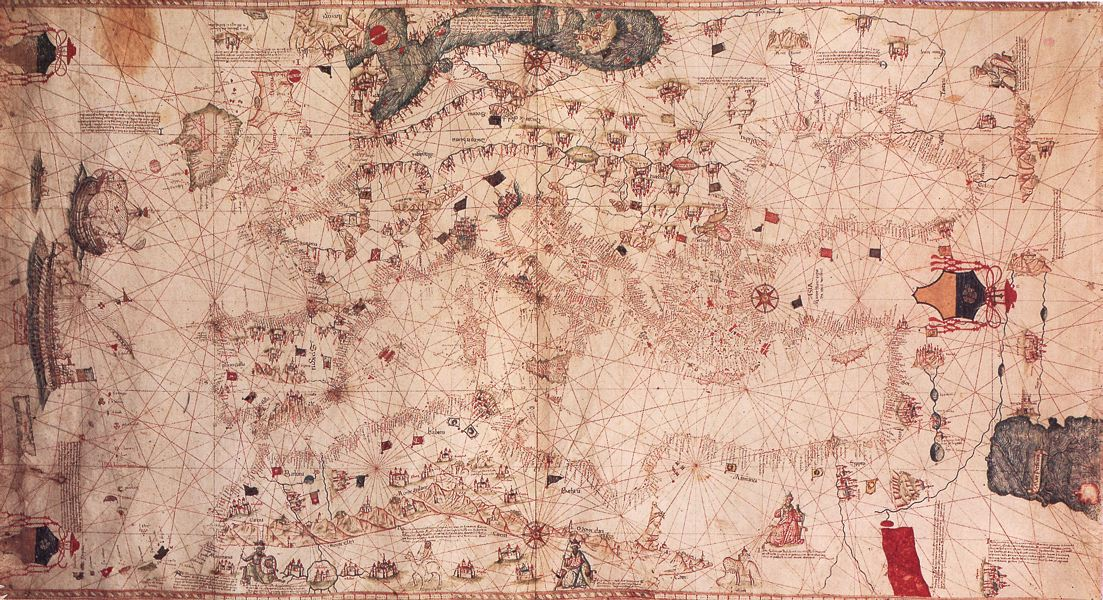
Carta náutica del Mediterráneo de Grazioso Benincasa (1482)

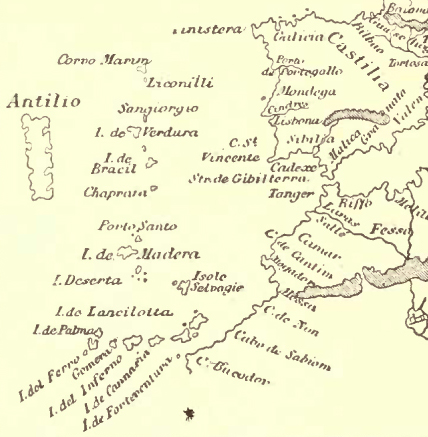
Carta náutica del Atlántico en la que se representa a la Antilla, más allá de las Azores

Fue una figura fundamental de la escuela cartográfica de Ancona, de la que proceden, junto con las escuelas genovesa y veneciana, todas las cartas náuticas de los siglos XIV y XV que han llegado hasta nosotros.

## Biografía
Benincasa fue un navegante y cartógrafo perteneciente a la escuela cartográfica de Ancona, una de las más importantes del siglo XV. Realizó entre los años 1435 y 1445 un estudio del litoral mediterráneo que ha llegado hasta nosotros incompleto. Es probable que trabajara en el taller de Samuel Corcos, alumno del famoso cartógrafo el judío mallorquín Yehuda Cresques, que tomó el nombre de Marciá de Viladesters cuando tuvo que convertirse al catolicismo durante la persecución antijudíos en el Reino de Aragón de 1391. Marchó a Sicilia y luego a Italia continental para fundar la escuela de cartografía de Ancona, una de las más importantes del siglo XV entre 1461 y 14824, ene la que Benincasa se graduó hacia 14355.
Al principio de su carrera, fue capitán de barco y pasó varios años navegando por el Mediterráneo y el mar Negro. Escrito en primera persona entre 1435 y 1445, su portulano (literalmente: recopilación de información marina) afirma que el autor verificó la información que proporcionaba sobre estas dos zonas marítimas.
Hacia 1460, su barco fue abordado cerca de Túnez por el corsario genovés Manuele Marrufo, y en 1461 presentó una queja ante la señoría genovesa. «Ese mismo año firmó su primer mapa» y siguió produciendo y vendiendo mapas durante veinte años2.
Elaboró mapas de las costas occidentales de África Occidental y de las islas de Cabo Verde. Más tarde, entre 1461 y 1482, elaboró varios portulanos y atlas. En algunos de ellos aparecen islas legendarias, entre ellas la isla de Antilla. Se le atribuyen al menos veintidós obras ciertas.
La Biblioteca comunale Luciano Benincasa de Ancona posee uno de sus manuscritos autógrafos (ms 232) que hasta el mapa 54v contiene el Portulano, una colección de notas sobre puertos y costas recopiladas para uso personal. La descripción de los puertos comienza con el golfo de Venecia y continúa por las costas italianas y dálmatas que bordean el Adriático, así como las de los mares Egeo y Jónico, con una deriva hacia Nápoles y Capri. La obra se detiene en el mapa 54v con una mención a «Lo giro de la Turchia». Tras un vacío de 8 mapas, del mapa 63 al 96, el códice contiene el Statuto del mare transcrito por el propio Benincasa.
En 1435, casó con su primera esposa, Franca di Antonio di Petrello Torenghi. Fallecida esta, con su segunda esposa, Pollonia Bonagiuanta. Habiendo vivido en Ancona, en Génova después de 1461, luego en Roma y finalmente en Venecia antes de regresar a Ancona, Benincasa murió después del años 1482. Su hijo, Andrea Benincasa, siguió los pasos de su padre sobre cartografía, portulanos, etc.

## Homenajes
Una calle de Roma, en el barrio de Pigneto, lleva el nombre de Grazioso Benincasa. En Ancona, el Istituto di Istruzione Superiore “Savoia-Benincasa” está dedicado al ilustre cartógrafo.